# Чаадаевка (село, Пензенская область)
Чаадаевка — село в Городищенском районе Пензенской области России. Административный центр Чаадаевского сельсовета.

## География
Село находится в восточной части Пензенской области, в лесостепной зоне, на левом берегу реки Суры, на расстоянии примерно 23 километров (по прямой) к юго-востоку от города Городище, административного центра района. Абсолютная высота — 198 метров над уровнем моря.
Климат
Климат характеризуется как континентальный, с холодной зимой и жарким летом. Среднегодовая температура — 3,1 °C. Средняя температура воздуха самого холодного месяца (января) составляет −12,9 °C; самого тёплого месяца (июля) — 19 °C. Годовое количество атмосферных осадков — 673 мм, из которых 415 мм выпадает в период с апреля по октябрь. Снежный покров держится в среднем 146 дней.

## История
Основано около 1700 года. В 1717 году принадлежало полковнику В. И. Чаадаеву, подавшему в 1720 году челобитную о строительстве в сельце Михайловском церкви. В 1778 году была возведена деревянная церковь, освящённая во имя Архангела Михаила (перестроена в 1867 году). С 1780 года село в составе Кузнецкого уезда Саратовской губернии. Со 2-й половины XIX века являлось волостным центром. В 1795 году село Никольское, Чедаевка тож, было записано за Е. П. Бекетовой и П. В. Чернцовой; числилось 143 двора и 549 ревизских душ. В 1778 году была возведена деревянная церковь во имя Архангела Михаила (перестроена в 1867 году).
В середине XIX века Чаадаевкой владели графиня А. И. Коссаковская, дворянин А. П. Глебов и помещик Сипягин. После отмены крепостного права крестьяне выкупили землю у своего помещика Сипягина в собственность. В 1872 году была открыта земская школа. Основными занятиями жителей в тот период были: выращивание конопли, а также продажа пеньки и конопляного масла. В 1877 году в Чаадаевке насчитывалось 375 дворов, церковь, школа, два корпуса лавок, ветряная мельница, 20 маслобоен, ярмарка и базар.
По состоянию на 1911 год в Чаадаевке имелись: 647 дворов, две церкви (православная и единоверческая), церковно-приходская школа, фельдшерско-акушерский и ветеринарный пункты, почтовая контора, базар и ярмарка. Население села того периода составляло 3591 человек. По данным 1955 года в селе располагалась центральная усадьба колхоза «Власть труда». В 1980-е годы — центральная усадьба колхоза «Сурского» и птицефабрика «Ольховская».
В начале второй декады XXI века в село стали переселяться дунгане из Казахстана, только в 2022 году число переселившихся в село дунган составило 271 человек. 
По данным УМВД России по Пензенской области с июня 2021 года в Городищенский район на постоянное место жительства переехали 73 семьи дунган, ежемесячно поступает 5-6 заявок от желающих приехать на постоянное место жительства. Численность дунган осенью 2022 года, по данным источника, составляла более 350 человек. 63 дунганских ребёнка обучаются в школах.
Председатель Ассоциации дунган Казахстана Хусей Дауров заявил, что дунгане Чаадаевки по истечении двух лет (это своеобразный «ценз оседлости» для пользующихся льготами и субсидиями по программе переселения) намерены переехать южнее и там заниматься традиционным для этого народа овощеводством.

## Население
| 1748  | 1859  | 1877  | 1886  | 1897  | 1911  | 1926  |
| ----- | ----- | ----- | ----- | ----- | ----- | ----- |
| 672   | ↗1701 | ↗2229 | ↗2539 | ↗2695 | ↗3591 | ↗3622 |
| 1930  | 1939  | 1959  | 1970  | 1979  | 1989  | 1996  |
| ↗3823 | ↘3382 | ↘2693 | ↘2493 | ↘2470 | ↘2394 | ↗2419 |
| 2002  | 2010  |       |       |       |       |       |
| ↘2145 | ↗3818 |       |       |       |       |       |

Половой состав
По данным Всероссийской переписи населения 2010 года в гендерной структуре населения мужчины составляли 45,9 %, женщины — соответственно 54,1 %.
Национальный состав
Согласно результатам переписи 2002 года, в национальной структуре населения русские составляли 90 % из 2145 чел.